# Vaterland, kein Feind soll dich gefährden
Vaterland, kein Feind soll dich gefährden (russisch Широка страна моя родная Schiroka strana moja rodnaja, deutsch ‚Weit ist mein Heimatland‘ bzw. Песня о Родине Pesnja o Rodine, deutsch ‚Lied vom Vaterland‘) ist ein 1936 in der Sowjetunion entstandenes patriotisches Lied, das große Popularität gewann und bis heute in Russland genießt. Isaak Dunajewski schrieb die Musik, Wassili Lebedew-Kumatsch den Text.

## Geschichte des Liedes
Das Lied vom Vaterland stammt aus dem 1936 entstandenen Film Zirkus (Цирк).
Seit 1939 waren die ersten Akkorde, gespielt auf einem Vibraphon, das offizielle Pausenzeichen von Radio Moskau.
Das Lied wurde nach dem Zweiten Weltkrieg auch in andere Sprachen, insbesondere des Ostblocks, übertragen. Die deutsche Adaption stammt von Erich Weinert.
Eine Strophe, in der der Name Stalins genannt wurde, ist im Verlauf der Entstalinisierung aus dem Liedtext entfernt worden.

## Text
| Russisches Original | Transkription | Deutsche Adaption |
| --- | --- | --- |
| Широка страна моя родная, Много в ней лесов, полей и рек! Я другой такой страны не знаю, Где так вольно дышит человек. | Schiroka strana moja rodnaja, Mnogo w nej lesow, polej i rek! Ja drugoi takoi strany ne snaju Gde tak wolno dyschit tschelowek. | Vaterland, kein Feind soll dich gefährden! Teures Land, das unsre Liebe trägt; denn es gibt kein andres Land auf Erden, wo das Herz so frei dem Menschen schlägt! |
| От Москвы до самых до окраин, С южных гор до северных морей Человек проходит как хозяин Необъятной Родины своей. Всюду жизнь привольно и широко, Точно Волга полная, течёт. Молодым везде у нас дорога, Старикам везде у нас почёт.                | Ot Moskwy do samych do okrain, S juschnych gor do sewernych morej Tschelowek prochodit kak chosjain Neobjatnoi rodiny swoej. Wsjudu schisn priwolno i schiroko, Totschno Wolga polnaja, tetschjot. Molodym wesdje u nas doroga, Starikam wesdje u nas potschjot.                     | Vom Amur bis fern zum Donaustrande, von der Taiga bis zum Kaukasus, schreitet frei der Mensch im weiten Lande, ward das Leben Wohlstand und Genuss. Mächt'ge Kraft ist unserm Land entsprungen, mächtig, wie die Wolga braust ins Meer. Überall die Bahn frei unsern Jungen, überall dem Alter Schutz und Ehr.      |
| Refrain: Широка страна моя родная… | Schiroka strana moja rodnaja... | Vaterland, kein Feind soll dich gefährden… |
| Наши нивы взглядом не обшаришь, Не упомнишь наших городов, Наше слово гордое „товарищ“ Нам дороже всех красивых слов. С этим словом мы повсюду дома, Нет для нас ни чёрных, ни цветных, Это слово каждому знакомо, С ним везде находим мы родных.  | Naschi niwy wsgljadom ne obscharisch, Ne upomnisch naschich gorodow, Nasche slowo gordoje „towarischtsch“ Nam dorosche wsech krasiwych slow. S etim slowom my powsjudu doma, Net dlja nas ni tschjornych, ni zwetnych, Eto slowo kaschdomu snakomo, S nim wesde nachodim my rodnych. | Herrlich liegt die Zukunft uns erschlossen. Kühn erbaun wir unsre neue Welt. Sagen wir das stolze Wort „Genossen“, fühlen wir, was uns zusammenhält. Nicht mehr Hass der Rassen und Nationen! Gleiches Recht für jeden, der hier schafft! Überall, wo unsre Völker wohnen, hat das Wort „Genosse“ Klang und Kraft.  |
| Refrain: Широка страна моя родная… | Schiroka strana moja rodnaja... | Vaterland, kein Feind soll dich gefährden… |
| Над страной весенний ветер веет, С каждым днём всё радостнее жить, И никто на свете не умеет Лучше нас смеяться и любить! Но сурово брови мы насупим, Если враг захочет нас сломать. Как невесту, Родину мы любим, Бережём, как ласковую мать!     | Nad stranoi wesenni weter wejet, S kaschdym dnjom wsjo radostneje schit, I nikto na swete ne umejet Lutsche nas smejatsja i ljubit! No surowo browi my nasupim, Jesli wrag sachotschet nas slomat. Kak newestu, rodiny my ljubim, Bereschjom, kak laskowuju mat!                     | Atmet tief! Der Völker Frühlingsmorgen leuchtet hell, von Wolken ungetrübt, denn befreit von Sklavennot und Sorgen wuchs die Welt, die fröhlich lacht und liebt. Aber droh'n die feindlichen Banditen, wir sind da und wachsam und bereit. Dieses Land, wir werden es behüten. Unser Herz gehört ihm allezeit.      |
| Refrain: Широка страна моя родная… | Schiroka strana moja rodnaja... | Vaterland, kein Feind soll dich gefährden… |
| Entfernte Strophe: За столом никто у нас не лишний, По заслугам каждый награждён. Золотыми буквами мы пишем Всенародный Сталинский Закон. Этих слов величие и славу Никакие годы не сотрут: Человек всегда имеет право На ученье, отдых и на труд! | Sa stolom nikto u nas ne lischni, Po saslugam kaschdy nagraschdjon. Solotymi bukwami my pischem Wsenarodny Stalinski sakon. Etich slow welitschije i slawu Nikakie gody ne sotrut: Tschelowek wsegda imejet prawo Na utschenje, otdych i na trud!                                    | Jeder darf am Tisch des Lebens weilen, jedem Ehre, dem Verdienst gebührt! Unser Stalin schrieb's mit goldnen Zeilen, das Gesetz, das seinen Namen führt. Diese Worte, strahlend wie Kristalle, bleiben stehn, dem Feinde zum Verdruss, unzerstörbar steht das Recht für alle: Recht auf Arbeit, Bildung und Genuss! |